# Friedrich Merz
Joachim-Friedrich Martin Josef Merz, nemški politik, * 11. november 1955, Brilon, Zahodna Nemčija.
Od 6. maja 2025 je kancler Nemčije ter od januarja 2022 vodja Krščanskodemokratske unije (CDU). Od februarja 2022 do maja 2025 je vodil parlamentarno skupino CDU/CSU (Unija) kot vodja opozicije v Bundestagu.
Merz se je rodil v Brilonu v zvezni deželi Severno Porenje-Vestfalija v Zahodni Nemčiji. Leta 1972 se je pridružil Mladi zvezi. Po končanem pravnem študiju leta 1985 je Merz delal kot sodnik in odvetnik v podjetjih, preden se je leta 1989, ko je bil izvoljen v Evropski parlament, redno ukvarjal s politiko. Kot mlad politik v sedemdesetih in osemdesetih letih prejšnjega stoletja je bil Merz odločen podpornik antikomunizma, prevladujoče politične doktrine Zahodne Nemčije in osrednjega načela CDU. Velja za predstavnika tradicionalnih konservativnih in pro-poslovnih kril CDU, ki so naklonjena establišmentu. Njegova knjiga Mehr Kapitalismus wagen (Vztrajanje pri kapitalizmu ) zagovarja ekonomski liberalizem . Po enem mandatu je bil izvoljen v Bundestag, kjer se je uveljavil kot vodilni strokovnjak za finančno politiko v CDU. Leta 2000 je bil izvoljen za predsednika poslanske skupine CDU/CSU, istega leta, ko je bila Angela Merkel izvoljena za predsednico CDU, in takrat sta bila glavna tekmeca za vodstvo stranke, ki je skupaj s CSU vodila opozicijo.
Kot kancler je sprejel ukrepe za zagotovitev fiskalne odgovornosti in varnosti meja. Eno od prvih vprašanj, ki se je pojavilo na začetku njegovega kanclerskega mandata, je bila označitev stranke AfD za ekstremistično. V zunanji politiki je odločen podpornik Evropske unije, Nata in liberalnega mednarodnega reda, saj se je opisal kot "resnično Evropejec, prepričan transatlantist in Nemec, odprt svetu". Merz zagovarja tesnejšo unijo in "evropsko vojsko". Pred drugim predsedovanjem Donalda Trumpa so ga pogosto opisovali kot "izjemno proameriškega," saj je bil nekoč predsednik združenja Atlantik-Brücke, ki spodbuja nemško-ameriško prijateljstvo in atlantizem.

## Mladost
Joachim-Friedrich Martin Josef Merz se je rodil 11. novembra 1955 Joachimu Merzu in Pauli Sauvigny v Brilonu v zvezni deželi Severno Porenje-Vestfalija v Zahodni Nemčiji. Njegov oče je bil sodnik in član CDU. Družina Sauvigny je bila lokalno pomembna patricijska družina francoskega porekla v Brilonu. Njegov dedek po materini strani je bil župan Brilona Josef Paul Sauvigny. Merz je katoličan. Odraščal je v družinski hiši svoje matere Sauvigny House v Brilonu. Hiša je bila leta 2021 v prodaji za 2 milijona evrov. Dva od njegovih treh bratov in sester sta umrla relativno zgodaj; njegova mlajša sestra je umrla v prometni nesreči pri 21 letih, njegov brat pa je umrl zaradi multiple skleroze pred 50. letom starosti.
Med letoma 1966 in 1971 je Merz študiral na gimnaziji Petrinum Brilon, ki jo je zaradi disciplinskih razlogov zapustil in se preselil na gimnazijo Friedrich-Spee v Rüthenu, kjer je leta 1975 opravil maturo. Od julija 1975 do septembra 1976 je služil vojaški rok kot vojak v samohodni topniški enoti nemške vojske. Od leta 1976 je s štipendijo fundacije Konrad Adenauer študiral pravo, najprej na Univerzi v Bonnu, kasneje na Univerzi v Marburgu. V Bonnu je bil član KDStV Bavaria Bonn, katoliška študentska bratovščina, ustanovljena leta 1844, ki je del združenja Cartellverband. Po končanem pravnem študiju leta 1985 je postal sodnik v Saarbrücknu. Leta 1986 je zapustil sodniški položaj, da bi od leta 1986 do 1989 delal kot interni odvetnik pri Nemškem združenju kemične industrije v Bonnu in Frankfurtu.

## Zgodnja politična kariera
Leta 1972 je pri sedemnajstih letih postal član mladinske zveze CDU. Leta 1980 je postal predsednik brilonske podružnice Mlade zveze.
Merz je uspešno kandidiral na volitvah v Evropski parlament leta 1989 in bil en mandat poslanec Evropskega parlamenta, do leta 1994. Bil je član Odbora za ekonomske in monetarne zadeve ter parlamentarne delegacije za odnose z Malto. Od leta 1994 do 2009 je bil nato član nemškega Bundestaga. Med letoma 2000 in 2002 je vodil poslansko skupino CDU/CSU in bil znan po svojih konservativnih stališčih ter gospodarskem liberalizmu. Po vzponu Angele Merkel znotraj stranke je postopoma izgubil vpliv in se leta 2009 umaknil iz aktivne politike.
Po političnem umiku je Merz deloval v gospodarstvu, med drugim kot predsednik nadzornega sveta družbe BlackRock Deutschland. V tem obdobju se je uveljavil kot vpliven svetovalec in lobist, vendar so ga spremljale tudi kritike zaradi morebitnega konflikta interesov. Njegovo delo kot odvetnik in član upravnega odbora ga je spremenilo v multimilijonarja. Prevzel je tudi številne položaje v upravnih odborih podjetij. Leta 2018 se je znova vključil v strankarsko politiko in se trikrat potegoval za vodenje CDU. Po porazih v letih 2018 in 2021 je bil januarja 2022 izvoljen za predsednika stranke.

Kot predsednik CDU si Merz prizadeva za okrepitev konservativne identitete stranke, večji nadzor nad migracijami, gospodarsko konkurenčnost in tesnejše transatlantske vezi. Po volilnem porazu CDU na zveznih volitvah leta 2021 velja za osrednjo osebnost nemške opozicije in enega ključnih potencialnih kandidatov za kanclersko funkcijo na prihodnjih volitvah.
Merz je bil za predsednika CDU uradno izvoljen na virtualnem zveznem kongresu stranke 22. januarja 2022. Na koncu je zanj glasovalo 915 od 983 delegatov, kar je pomenilo 94,6 odstotka veljavnih glasov. Glasovanje je bilo formalno tako imenovano "digitalno predvolilno glasovanje", katerega izid so delegati pisno potrdili.
Septembra 2024 je Merz postal kandidat Unije za nemškega kanclerja na zveznih volitvah leta 2025, potem ko se Hendrik Wüst (CDU) in Markus Söder (CSU) nista odločila kandidirati in sta izrazila podporo Merzu.  Zaradi razpada takratne vladne koalicije novembra 2024 so volitve potekale sedem mesecev pred predvidenim rokom. Na njih je CDU znova dosegla zmago in možnost sestave vlade.
9. aprila 2025 je Merz skupaj z vodjo stranke CSU Markusom Söderjem in sovodjema SPD Larsom Klingbeilom in Saskio Esken predstavil koalicijski sporazum za načrtovano črno-rdečo koalicijo. Ta sporazum je bil podpisan 5. maja 2025.

## Kancler Nemčije
6. maja, ko je potekal prvi krog glasovanja, Merz ni bil potrjen za naslednjega kanclerja, saj mu nepričakovano ni uspelo doseči absolutne večine v parlamentu, saj je prejel le 310 glasov od potrebnih 316 v 630 članskem parlamentu. To je bilo prvič v nemški zgodovini, da kandidat za kanclerja v prvem poskusu ni prejel potrebnih glasov. Istega dne je potekal drugi krog glasovanja, na katerem je bil izvoljen za kanclerja s 325 glasovi. Merz in njegova vlada sta prisegla še isti dan.
- Merzov obisk Ukrajine maja 2025. Od Friedricha Merza levo: francoski predsednik Emmanuel Macron, ukrajinski predsednik Volodimir Zelenskij, britanski premier Keir Starmer in poljski premier Donald Tusk
- Merz v Beli hiši

Eno njegovih prvih uradnih dejanj je bilo prestrukturiranje ministrstev in ustanovitev ministrstva za digitalno in državno modernizacijo. 7. maja je opravil svoj prvi obisk v tujini kot kancler, ko se je v Franciji srečal s predsednikom Emmanuelom Macronom. Skupaj sta napovedala ustanovitev francosko-nemškega obrambnega in varnostnega sveta, nato pa se je v Varšavi srečal s poljskim premierjem Donaldom Tuskom, pri čemer je poudaril odnose znotraj Weimarskega trikotnika.

## Politična stališča
Merz je v svojem političnem delovanju osredotočen na gospodarsko, zunanjo, varnostno in družinsko politiko. Velja za predstavnika pro-poslovnih kril CDU. Velja za ekonomskega liberalca, ki dela nekaj koncesij konservativnim članom stranke, ki poudarjajo potrebo po družbeni angažiranosti. Merz zagovarja nekatere konservativne socialne politike glede družin, čeprav Berliner Morgenpost pravi, da ni tako "dogmatičen" kot v svoji zgodnji politični karieri. Povezujejo ga z neoliberalizmom.
Kot mlad politik v sedemdesetih in osemdesetih letih prejšnjega stoletja je bil odločen podpornik antikomunizma, prevladujoče državne doktrine Zahodne Nemčije in osrednjega načela CDU. Njegova knjiga Mehr Kapitalismus wagen (Večji način za razvoj kapitalizma) zagovarja ekonomski liberalizem.
Merz pravi, da je omejevanje nezakonitih migracij najpomembnejša naloga po nemških zveznih volitvah leta 2025. Kritiziral je politiko odprtih meja Angele Merkel med evropsko migrantsko krizo leta 2015. Leta 2024 je Merz pozval k celovitemu zavračanju prosilcev za azil neposredno na meji. Meni, da bi to poslalo signal, ki bi vodil k manj nezakonitim migracijam. V razpravi leta 2024 o zmožnosti sprejema beguncev v Nemčijo se je Merz skliceval na izjavo saškega ministrskega predsednika Michaela Kretschmerja, ki se je izrekel za sprejem največ 60.000–100.000 beguncev na leto. Merz je pojasnil, da Kretschmerjeva izjava približno opisuje, "kaj lahko danes še dosežemo z našo integracijsko močjo".

### Zunanja politika
Merz je odločen podpornik Evropske unije, Nata in liberalnega mednarodnega reda. Leta 2018 se je opisal kot »resnično prepričan Evropejec, prepričan transatlantist in Nemec, odprt svetu«, ter dejal, da zagovarja kozmopolitsko Nemčijo, katere korenine ležijo v krščanski etiki in evropskem razsvetljenstvu ter katere najpomembnejši politični zavezniki so zahodne demokracije. Zagovarja tesnejše odnose med Nemčijo in Francijo. Leta 2018 je soavtor članka v obrambo evropskega projekta, v katerem je med drugim pozval k evropski vojski.
Merz je znan po svojih ostrih stališčih do avtoritarnih držav, zlasti Rusije in Kitajske. Leta 2023 je pozval Nemčijo, naj v pogajanja s Kitajsko vključi ključne zaveznike, zlasti Francijo, kot del ponovnega premisleka o odnosih z državo, ki je odražal globalni "spremembo paradigme" v varnostni in zunanji politiki. Kitajsko je označil za "vse večjo grožnjo [nemški] varnosti"  in kritiziral Scholzevo odločitev, da kitajskemu COSCO-ju dovoli prevzem deleža v pristanišču Hamburg.
Februarja 2025 je Merz dejal, da se bo Nemčija pogajala s Francijo in Združenim kraljestvom o razširitvi svojega jedrskega dežnika na Nemčijo. Merz je dejal: »Pogovoriti se moramo tako z Britanci kot s Francozi – dvema evropskima jedrskima silama – o tem, ali bi se lahko souporaba jedrskega orožja ali vsaj jedrska varnost Združenega kraljestva in Francije nanašala tudi na nas.«  Pobuda za ponovno sklic starega Bundestaga je bila deležna kritik. Merz je za finančni paket prejel mednarodno podporo generalnega sekretarja Nata Marka Rutteja in predsednice Evropske komisije Ursule von der Leyen.

#### Združene države Amerike
Dolgo časa je veljal za enega najbolj proameriških politikov v Nemčiji in "izjemno proameriškega za evropskega voditelja", je bil predsednik združenja Atlantik-Brücke, ki spodbuja nemško-ameriško prijateljstvo in atlantizem . Za enega svojih vzornikov ima nekdanjega ameriškega predsednika Ronalda Reagana in je ZDA obiskal več kot 100-krat.
Merz je Donalda Trumpa kritiziral ostreje kot Angela Merkel, še posebej pa je kritiziral Trumpovo trgovinsko vojno proti Evropi. Jeseni 2024 je glede odnosov z ZDA in Rusijo dejal, da se bo poskušal "nekoliko bolj osamosvojiti od ZDA", saj bodo ZDA "v volilnem načinu" in "ne bodo imele regulativne moči, na katero smo bili dejansko vajeni". Ko so ankete med nemško vladno krizo leta 2024 napovedovale, da bo Merz najverjetneje postal naslednji kancler, je dejal, da mora Nemčija "Preiti iz speče srednje sile v ponovno vodilno srednjo silo". Nemčija "nikoli ni dovolj dobro artikulirala in uveljavljala svojih interesov [...] Cilj ni koristiti le eni strani, temveč skleniti dogovore, ki so dobri za obe strani. Trump bi to označil za dogovor". Januarja 2025 je glede Združenih držav dejal: "Mi Evropejci moramo biti enotni [...] in tisti, ki potujejo v Washington, ne smejo zastopati le svojih interesov, temveč interese celotne Evropske unije".
Februarja 2025 je Merz dejal, da mora Evropa nujno okrepiti svojo obrambo in v nekaj mesecih morda celo najti zamenjavo za NATO. Merz je kritiziral Združene države Amerike pod vodstvom Trumpa zaradi domnevnega vmešavanja v volitve, potem ko so ameriški vladni uradniki poskušali okrepiti desničarsko populistično stranko Alternativa za Nemčijo (AfD), ki jo nemška obveščevalna agencija ocenjuje kot ekstremistično, in jo primerjal z ruskim vmešavanjem v volitve.
Teden dni po nastopu kanclerskega mandata je Merz na vrhu Evropske politične skupnosti dejal, da si mora Evropa "storiti vse napore, da Američane ohrani na svoji strani" in da "ne more nadomestiti ali nadomestiti tega, kar Američani še vedno počnejo za nas". 

#### Rusija in njena invazija na Ukrajino
Po začetku ruske invazije na Ukrajino leta 2022 je Merz zavzel močna proukrajinska in protiruska stališča, pozval kanclerja Olafa Scholza, naj Ukrajini dobavi orožje, in maja osebno odpotoval v Kijev, da bi se srečal z ukrajinskim predsednikom Volodimirjem Zelenskim.
Čeprav je Merz kot vodja opozicije zahteval, da nemška vlada Scholza Ukrajini dobavi nemške križarske rakete Taurus, je sam dejal, da jih, če bi bil kancler, ne bi nujno dobavil. Kot kancler bi jih zagotovil, če Rusija ali Vladimir Putin ne bi izpolnila zahteve Nemčije in drugih evropskih držav po prenehanju napadov na civilno infrastrukturo v Ukrajini, in pod pogojem, da Francija in Velika Britanija odpravita omejitev dosega orožja, ki sta ga dobavili Ukrajini. Merz je dejal, da si bo kot kancler prizadeval doseči evropsko odločitev o vprašanju, ali naj Ukrajini dovoli napade na cilje globoko na ruskem ozemlju z zahodnim orožjem. Dejal je, da bo Putinu tudi vnaprej nakazal svojo pripravljenost za pogovore. Decembra 2024 je dejal, da Nemčija pušča Ukrajini, da se bori z eno roko na hrbtu. Nemčija bi morala namesto tega dati Ukrajini možnost, da se učinkovito brani z orožjem iz Nemčije. Leta 2025 je Merz podprl nakup raket dolgega dosega iz Ukrajine in dodal, da "ni več omejitev dosega za orožje, dobavljeno Ukrajini" iz Nemčije; Politico je to spremembo razumel kot dovoljenje za dobavo raket Taurus Ukrajini v prihodnosti. Dodal je, da "ima Ukrajina pravico uporabiti orožje, ki ga prejme, tudi zunaj svojih meja, proti vojaškim ciljem na ruskem ozemlju".

#### Konflikti na Bližnjem vzhodu
Merz je odločen podpornik Izraela. Vendar pa je po izvolitvi za kanclerja izrazil "resno zaskrbljenost zaradi izraelskih dejanj v Gazi". Ne vidi nobene vloge Nemčije kot posrednika v izraelsko-palestinskem konfliktu. Vendar je Merz menil, da "rešitev dveh držav ostaja pravi dolgoročni cilj za mirno sobivanje med Izraelci in Palestinci. Priznanje Izraelove pravice do obstoja s strani Palestincev je osnovni predpogoj na poti do tja".
Leta 2023 je v odgovor na opozorilo Združenih držav Izraelu, naj spoštuje mednarodno pravo, dejal, da imajo ZDA do Izraela drugačen odnos kot Nemčija in da je Nemčija dolžna pomagati državi "brez čejev in ampak". Oktobra 2024 je Merz uspešno pozval nemško vlado, naj nadaljuje z dobavo orožja Izraelu, vključno z rezervnimi deli za tanke.   Predlagal je, da se osebam z dvojnim državljanstvom odvzame nemško državljanstvo zaradi protestov proti Izraelu.  
Decembra 2024 je po padcu Asadovega režima v Siriji pozval Evropo, naj okrepi vezi s Turčijo, »da bi v to regijo prinesla politični mir«.
Kritiziral je odločitev Mednarodnega kazenskega sodišča (ICC) o izdaji naloga za prijetje izraelskega premierja Benjamina Netanjahuja zaradi domnevnih vojnih zločinov med vojno v Gazi. Februarja 2025, dan po nemških zveznih volitvah leta 2025, je napovedal svojo voljo, da povabi Netanjahuja v Nemčijo, "kot odkrit izziv" odločitvi MKS.
Maja 2025 je Merz spremenil ton in dejal, da ne razume več izraelske politike v Gazi.
Po izraelskih napadih na Iran 13. junija 2025 je Merz poudaril, da »mora cilj ostati, da Iran ne more razviti jedrskega orožja«, in ponovno potrdil Izraelovo »pravico, da brani svoj obstoj in varnost svojih državljanov«. Merz je v intervjuju za nemško javno televizijsko mrežo ZDF 17. junija 2025 ob robu vrha G7 v Kanadi dejal: »To je umazano delo, ki ga Izrael opravlja za vse nas.« 23. junija 2025 je Merz izrazil podporo ameriškim napadom na iranska jedrska območja.

### Energetska politika
Merz je postopno opuščanje jedrske energije v Nemčiji označil za "hudo strateško napako".

### Okoljska politika
Aprila 2023 je Merz izjavil, da vsi v CDU jemljejo vprašanje podnebnih sprememb zelo resno. Vendar je nadaljeval z trditvijo, da je to vprašanje v politični razpravi precenjeno in da nemško prebivalstvo problema ne vidi tako pomembnega kot politiki. Merz je nadaljeval z zanikanjem, da se čas za uspešne ukrepe proti podnebnim spremembam izteka in da bo država na pravi poti, če bo v naslednjem desetletju sprejela prave odločitve.
Leta 2023 je Merz nasprotoval predlagani postopni opustitvi vozil na fosilna goriva in hibridnih vozil v EU do leta 2035, pri čemer je izjavil, da je treba boj za neto ničelne emisije "doseči s tehnologijo in odprtostjo, ne s prepovedmi".
Za krizo pri Volkswagnu je okrivil osredotočenost Scholzove vlade na elektromobilnost.
Merz podpira prilagoditev Evropskega zelenega dogovora, ki je prijazna do podjetij.

### LGBT+ osebe
Ko so ga leta 2001 vprašali o takratnem berlinskem županu Klausu Wowereitu, ki se je razkril kot gej, je dejal: »Dokler se mi ne približa, mi je vseeno.«  Novembra 2018 je Merz podprl uvedbo istospolnih porok v Nemčiji. Septembra 2020 so Merza vprašali, ali bi imel pomisleke glede gejevskega kanclerja, in dejal: »Glede vprašanja spolne usmerjenosti, dokler je to v okviru zakona in ne zadeva otrok – na tej točki dosegam svoje absolutne meje – to ni vprašanje za javno razpravo.« Po protestih je pojasnil, da ni nameraval povezati homoseksualnosti s pedofilijo.

## Osebno življenje
Merz je poročen s sodnico Charlotte Merz (rojeno Gass). Imata tri otroke in živita v Arnsbergu v regiji Sauerland. Je prvi kancler v 27 letih (po Helmutu Kohlu), ki ima biološke otroke (čeprav je Gerhard Schröder julija 2004 posvojil hčer iz Rusije). Njun sin, rojen leta 1981, ima doktorat iz filozofije, starejša hči je zdravnica, mlajša hči pa odvetnica. Merz ima sedem vnukov. Leta 2005 sta z ženo ustanovila fundacijo Friedrich und Charlotte Merz Stiftung, ki podpira projekte v izobraževalnem sektorju. Poleg maternega jezika Merz govori tudi angleško in francosko.
Leta 2018 je Merz zavrnil nagrado Ludwiga Erharda, pri čemer je kot razlog navedel ugovore na objave predsednika fundacije Ludwig Erhard, Rolanda Tichyja, ki ga nekateri smatrajo za skrajno desničarskega.

## Knjiga
- Friedrich Merz (2008), Mehr Kapitalismus wagen, München: Piper Verlag, ISBN 978-3-492-05157-6, LCCN 2010514604, OCLC 634130092, OL 24354103M, Wikipodatki Q130425553